# 伊藤弘美
伊藤 弘美（いとう ひろみ、1988年8月31日 - ）は、セント・フォース所属の女性フリーアナウンサー。元テレビ静岡アナウンサー。

## 略歴・人物
静岡県袋井市出身。
静岡県立磐田南高等学校普通科、立教大学社会学部社会学科卒業。
磐田南高等学校では、茶道部に所属していた。高校の同級生には、元AV女優の橘れもん（理数科）が居る。大学3年生の時にミス立教大学に、また「Miss of Miss Campus Queen Contest 2010」にてグランプリを受賞。
2012年4月、テレビ静岡に入社。同年7月22日に放送された『FNS27時間テレビ2012 笑っていいとも!真夏の超団結特大号!!』「FNSアナウンサーがんばった歌謡大賞」では、テレビ静岡代表で出演。太田裕美の名曲「木綿のハンカチーフ」を歌い、フォトジェニック賞を受賞した。
2015年3月から同年末まで、民放テレビ4局が地域活性化を目的に進める合同キャンペーン『静岡wktk（ワクテカ）プロジェクト』の広報大使として、各局女性アナウンサーでつくるグループ「4siz（フォーシズ）」のテレビ静岡代表として活動した。
2016年5月、テレビ静岡を退社し、セント・フォースへ移籍。同年10月より『めざましテレビ アクア』に出演し、2017年4月より同番組の火・水曜日のメインキャスターを務める。
2018年4月2日、Instagramを更新し、「私事で大変恐縮ではございますが、このたび4月1日に私、伊藤弘美は結婚いたしました」と報告。「結婚後も引き続き感謝の気持ちを忘れず、お仕事に励む所存です。まだまだ未熟な私ではございますが、皆さまに成長した姿をお見せできるようにより一層努力して参ります」と綴った。
2020年8月31日、第1子妊娠を報告。2021年1月26日、第1子男児出産を報告。
2022年6月2日、第2子妊娠を報告。11月2日、第2子女児出産を報告。

## 現在の出演番組
- めざましテレビ（2018年4月2日 - ）フィールドキャスター ※不定期出演

## 過去の出演番組
- FNNテレビ静岡ニュース
- みんなのニュース しずおか（月 - 水キャスター）
- 情報ワイド てっぺん静岡（主にニュースキャスター・リポーター）
- 『FNS27時間テレビ2012 笑っていいとも!真夏の超団結特大号!!』「FNSアナウンサーがんばった歌謡大賞」（2012年7月22日、テレビ静岡を含むフジ系列27局生放送。テレビ静岡代表として出演。）
- ドレみ〜る
- まめサタ
- FNNテレビ静岡スーパーニュース - 月曜・火曜・水曜 キャスター
- めざましテレビ アクア　
  - 2016年10月からは月・火のエンタメリポーター(2016年11月30日から水は不定期)
  - 2017年4月からは火・水のMC